# JDStar
JDStar (scritto anche Jd') è stata una federazione sportiva giapponese di wrestling professionistico femminile (joshi puroresu) fondata nel 1996 da Jaguar Yokota e chiusa nell'estate del 2007. La sua sede principale era a Tokyo.